# آزاد سفلی
آزاد سفلی، روستایی از توابع بخش مرکزی شهرستان زنجان در استان زنجان ایران است.
روستای آزادسفلی در منطقه کوهستانی و در فاصله ١٧ کیلومتری زنجان قرار دارد. این روستا در۳کیلومتری روستای آزاد علیا و ۲.۵کیلومتر روستای قینرجه قرار دارد.

## جمعیت
این روستا در دهستان معجزات قرار دارد و براساس سرشماری مرکز آمار ایران در سال ۱۳۸۵، جمعیت آن۱٬۳٣۶ نفر (۳۰۱خانوار) بوده‌است.